# Stéphane Lièvre
Stéphane Lièvre (* 3. Oktober 1972 in Paris) ist ein ehemaliger französischer Fußballspieler.

## Karriere
Der Linksverteidiger wurde 1992 vom Erstligisten SM Caen unter Vertrag genommen und kam mit 19 Jahren zu seinem Profidebüt, als er am 8. August 1992 bei einem 0:2 gegen den HSC Montpellier auf dem Platz stand. Dem folgten zunächst sporadische Einsätze in der Liga, während er nicht am internationalen Wettbewerb beteiligt war, in dem Caen in der Saison 1992/93 nach der ersten Runde ausschied. Nach zwei Jahren als Ergänzungsspieler konnte sich Lièvre unter dem neuen Trainer Pierre Mankowski einen Stammplatz erkämpfen, auch wenn er 1995 den Abstieg in die zweithöchste Spielklasse hinnehmen musste. Ein Jahr darauf erlangte er mit dem Gewinn der Zweitligameisterschaft nicht nur den direkten Wiederaufstieg, sondern auch den ersten Titel seiner Karriere; 1997 stieg der Klub hingegen wieder ab.
Angesichts des erneuten Abstiegs kehrte Lièvre Caen den Rücken und unterschrieb stattdessen beim FC Nantes. Mit Nantes spielte er als Stammspieler im europäischen Wettbewerb, musste aber zugleich den Abstiegskampf antreten und konnte den Verein in der ersten Liga halten, bevor er sich im Sommer 1998 eine schwerwiegende Verletzung zuzog. Sie hatte eine einjährige Pause zur Folge; als der Profi im Verlauf der Saison 1999/2000 zurückkehrte, zog er mit dem Team ins nationale Pokalfinale 2000 ein. In ebenjenem gewannen seine Kameraden durch einen 2:1-Sieg gegen den Viertligisten Calais RUFC den Titel, während Lièvre selbst nicht auf dem Platz stand.
Im selben Jahr wechselte er zum Ligakonkurrenten FC Toulouse, mit dem er 2001 sportlich abstieg; aufgrund diverser Probleme musste der Klub nicht den Gang in die zweite, sondern in die dritte Liga antreten. Lièvre blieb Toulouse dennoch treu und war als Stammspieler an zwei Aufstiegen in Folge sowie dem Gewinn der Zweitligameisterschaft 2003 beteiligt. Angesichts seines zunehmenden Alters nahm seine Rolle innerhalb der Mannschaft in den folgenden Jahren jedoch stetig ab. Lièvre trug zum letzten Mal das Trikot des Vereins, als er am 4. März 2006 beim 1:1 gegen die AS Nancy eingewechselt wurde; am Saisonende 2005/06 verkündete er mit 33 Jahren nach 195 Erstligapartien mit einem Tor sowie weiteren Einsätzen in der zweiten und dritten Liga das Ende seiner Laufbahn. Trotzdem verblieb er beim Toulouse, wo er einen Posten als Talentscout erhielt.